# Багинаул
Багинаул (чечен. БагӀай овл) — покинутый аул в Чеберлоевском районе Чеченской Республики.

## География
Аул расположен на берегу реки Нежилойахк, к северо-востоку от районного центра Шаро-Аргун.
Ближайшие населённые пункты: на северо-западе — бывшие аулы Джубикаул и Хай-Хецагуни, на северо-востоке — бывший аул Газиаул, на юго-востоке — бывшие аулы Чуреймохк и Арапоаул, на юго-западе — бывший аул Нежелой.